# Laurent Lefèvre
Laurent Lefèvre (ur. 2 lipca 1976 w Maubeuge) – francuski kolarz szosowy.
Największym sukcesem zawodnika jest zwycięstwo w wyścigu Prueba Villafranca de Ordizia (1997) oraz na etapie w Critérium du Dauphiné Libéré sześć lat później. W 2007 roku był drugi w znanym wyścigu wieloetapowym Cztery Dni Dunkierki.

## Sukcesy
- 1997
  - zwycięstwo w Prueba Villafranca de Ordizia
  - wygrany etap w Dookoła Chile
- 2003
  - zwycięstwo na etapie w Critérium du Dauphiné Libéré
  - zwycięstwo na etapie w Dookoła Bawarii
  - drugi w Tour du Limousin
- 2007
  - drugi w Cztery Dni Dunkierki